# فارمینگدیل (نیویورک)
فارمینگدیل (به انگلیسی: Farmingdale) یک روستا در ایالات متحده آمریکا است که در Oyster Bay واقع شده‌است. فارمینگدیل ۲٫۹ کیلومتر مربع مساحت و ۸٬۱۸۹ نفر جمعیت دارد و ۲۱ متر بالاتر از سطح دریا واقع شده‌است.